# Ljublinsko-dmitrovska linija
Ljublinsko-dmitrovska linija (rusko Любли́нско-Дми́тровская ли́ния, IPA: [lʲuˈblʲinskə ˈdmʲitrəfskəjə ˈlʲinʲɪjə]) (Linija 10; Svetlozelena linija) je linija Moskovske podzemne železnice. Prvotno je bila odprta leta 1995 kot radialna razširitev železnice, ki je povezovala Čkalovsko postajo v centru s postajo Marjino na jugovzhodu in je bila od takrat močno razširjena proti severu. Do leta 2007 se je imenovala "Ljublinskaja linija" (Любли́нская ли́ния) po imenu rajona Ljublino, ki ga je prečkala. Leta 2024 je imela linija 44,3 km prog in 26 postaj, s čimer je bila najdaljša linija, ki poteka v celoti podzemno v Moskovski podzemni železnici in ena najdaljših na svetu.

## Zgodovina

### Načrti
Na začetku 80. let 20. stoletja so moskovski razvojni načrti predlagali več zamisli za reševanje nabiranja, ki je nastalo kot posledica radialno-krožne postavitve, ki je določala razvoj Moskovske podzemne železnice od sredine 50. let. V prejšnjem načrtu so bile radialne linije z naraščajočim številom potnikov prisiljene uporabljati centralne prestopne točke in tiste na krogu, kar je močno obremenilo sistem.
Da bi rešili to težavo, je bila bodoča Ljublinska linija načrtovana tako, da bi bilo nekaj njenih prestopnih točk izven Obročaste linije. To je pomenilo, da bi se začela na krogu in se nato nadaljevala proti severu proti Kurski železniški postaji, Perovski in Ždanovski liniji. Končni cilj linije je bil, da pripelje podzemno železnico v novo razvijajoče se rajone Marjino, Ljublino in jugovzhod Moskve.
Prvotni načrt pri grajenju nove linije v nove rajone je bil, da bi ta sledila Ljublinskaji cesti, blizu reke Moskve. Vendar je bilo to po več debatah spremenjeno in linija se je nadaljevala proti zahodu do Volškega bulvarja in se šele tam obrnila proti jugu proti rajonu Ljublino. To je sicer izločilo možnost železniškega prestopanja s Kursko železniško postajo, vendar je omogočilo, da je podzemna železnica vstopila v srce regije bolj celovito.

### 90. leta in pozneje
Zaradi spremembe načrtov in finančne krize, ki je pestila gradnjo podzemne železnice v 90. letih, je bila prva stopnja odprta z zamudo. Konec leta 1995 je bil prvi odsek končno odprt, leto pozneje pa je dosegel Marjino. Pri gradnji so se soočili z več problemi, zlasti pri Dubrovki. Ta postaja je ostala nedokončana zaradi bližnjih tovarn, ki so segrevale zemljo, ker je preprečevalo zamrzovanje podzemne vode, kar bi omogočilo gradnjo stopničastega predora. Toda konec 90. let so graditelji podzemne železnice zaradi finančne krize, ki je paralizirala večino industrije, postajo uspeli dokončati.
Kljub zamudam je linija izkazovala najsodobnejše metoda za gradnjo podzemne železnice. Globoke postaje so gradili na monolitni betonski plošči namesto z običajno cevasto osnovo. Poleg tega je bil na dveh od globokih postajah vpeljan novi zidno-stolpičasti dizajn in enonadstropni dizajn namesto plitkega. Novi končni materiali, kot so oboki iz steklene volne, so bili dodani za zagotavljanje bolj zanesljive vodne izolacije.
Razvoj nadaljnjih razširitev je bil odložen za več let in paraliziralo ga je pomanjkanje sredstev. Šele leta 2005 se je gradnja dolgo pričakovane druge stopnje nadaljevala proti mestnemu središču. Postaja Trubnaja je bila kot prva odprta 30. avgusta 2007. Sretenski Bulvar je bil na tem odseku odprt 29. decembra istega leta.
Drugi odsek centralne razširitve je bil odprt 19. junija 2010 (gradnja se je začela šele v začetku leta 2007) in sestavljali sta ga postaji Dostojevska in Marjina Rošča.
V ločenem primeru se je leta 1997 začela gradnja razširitve s tremi postajami od Marjinega do Zjablikovega (Ljublinski (južni) radij), vendar je bila gradnja leta 2000 postaj Borisovo, Šipilovska in Zjablikovo opuščena. Njihov pomen leži v tem, da bo Zjablikovo prestopna točka za Krasnogvardejsko postajo Zamoskvorečne linije. Leta 2008 se je gradnja končno nadaljevala in postaje so bile odprte 2. decembra 2011, skupaj s prestopom na Krasnogvardejski postaji.
Odprtje rzširitve linije od Marjine Rošče severozahodno do Petrovsko-razumovske mimo Butirske in Fonvizinske je bilo prvotno načrtovano za december 2015. Načrtovano odprtje se je pozneje premaknilo na leto 2016. Postaje so bile odprte 16. septembra 2016. Nadaljnja razširitev proti severu do Seligerske je bila odprta 22. marca 2018.